# Гоенфельс (Констанц)
Гоенфельс (нім. Hohenfels) — громада в Німеччині, знаходиться в землі Баден-Вюртемберг. Підпорядковується адміністративному округу Фрайбург. Входить до складу району Констанц.
Площа — 30,50 км2. Населення становить 2109 ос. (станом на 31 грудня 2020).